# The Ruts
The Ruts — британская рок-группа, образовавшаяся в 1978 году в Лондоне, Англия, исполнявшая (согласно Allmusic) «уникальную смесь панк-рока с реггей и дабом» и являвшаяся «одной из самых волнующих групп британской рок-сцены конца 70-х годов».
Известность коллективу принесли синглы «In a Rut» (который был замечен и раскручен Джоном Пилом) и хит «Babylon’s Burning» (#7, 1979), а также политическая активность, в частности, в рамках движения Rock Against Racism, которое они поддерживали с первых дней его создания.
Карьера The Ruts оборвалась после гибели в 1980 году (от передозировки) вокалиста Малкольма Оуэна, но до этого группа успела выпустить шесть синглов и альбом, считающийся одним из важнейших для своего времени. Спустя месяц после смерти Оуэна в британские чарты вошёл и сингл «West One». Успех имел и посмертный сборник ранее не выпускавшегсоя материала The Grin and Bear It, выпущенный компанией Virgin Records в том же году.
Остальные участники некоторое время продолжали выступать под названием Ruts DC (от Da Capo — «с начала»), но исполняли музыку уж совсем иного стиля.

## Дискография

### Альбомы
- The Crack (Virgin, V 2132) # 16 UK Albums Chart
- Grin & Bear It (1980: Virgin, V 2188) # 28 UK

#### Ruts D.C.
- Animal Now (1981: Virgin)
- Rhythm Collision (1982: Bohemian)
- BBC Radio 1 Live In Concert (Windsong International), сплит с Penetration